# 1168 (szám)
Az 1168 (római számmal: MCLXVIII) az 1167 és 1169 között található természetes szám.

## A szám a matematikában
A tízes számrendszerbeli 1168-as a kettes számrendszerben 10010010000, a nyolcas számrendszerben 2220, a tizenhatos számrendszerben 490 alakban írható fel.
Az 1168 páros szám, összetett szám. Kanonikus alakja 24 · 731, normálalakban az 1,168 · 103 szorzattal írható fel. Tíz osztója van a természetes számok halmazán, ezek növekvő sorrendben: 1, 2, 4, 8, 16, 73, 146, 292, 584 és 1168.
Érinthetetlen szám: nem áll elő pozitív egész számok valódiosztóösszeg-függvényeként.

## Csillagászat
- 1168 Brandia kisbolygó